# Cerro Cayumanque
El Cerro Cayumanque o Cerro Cayumanqui es un macizo ubicado en la cordillera de la Costa de las comunas de Quillón y Ránquil, en la Región de Ñuble, Chile.  
Es considerado un Sitio Prioritario por el Ministerio del Medio Ambiente, por la presencia de bosques de olivillo y hualo, además de liláceas y orquidáceas, además de la presencia de fauna autóctona.
El sitio ha sido utilizado para la instalación de antenas de medios de comunicación para las regiones de Maule, Ñuble y Biobío.Asimismo, es un sitio para realizar excursionismo.

## Geografía
El cerro es administrado políticamente por las comunas de Ránquil y Quillón, en la Región de Ñuble. En su ladera norte se encuentra la comuna de Ránquil, donde el cerro es atravesado por la Autopista del Itata, y el núcleo urbano más cercano es la localidad de Nueva Aldea. Por el costado sur, corresponde a la comuna de Quillón, donde se encuentra la capital comunal Quillón y la localidad de Coyanco. En dicha ladera, también se encuentra la localidad de Santa Ana, cual se inserta en el mismo cerro.
Existen 20 cuencas hidrográficas en el Cerro Cayumanqui, desde las cuales nacen los esteros Ránquil, Venenuque, San Ramón y El Milagro.

## Historia
El 15 de agosto de 1970 fue inaugurada una estación repetidora de Televisión Nacional de Chile, que cubre las ciudades de Chillán y Los Ángeles mediante el canal 6. El 18 de diciembre de 1984 fue inaugurada en la misma cumbre la antena repetidora de Canal 13; en dicha ocasión estuvieron presentes el intendente de la Región del Biobío, los alcaldes de Chillán, Los Ángeles, Bulnes, Portezuelo y Quillón, y ejecutivos del Canal 13 de Santiago y el Canal 5 de Concepción.
En 1986 existían alrededor de 5728 hectáreas de bosque nativo en el cerro, las cuales se encuentran fragmentadas y dispersas. Para 1989, las hectáreas de bosque forestal son 4.635, lo cual es un 8% del área que actualmente se considera Sitio Prioritario.
En noviembre de 2014, fue descubierta la presencia de flor de la araña, una flor silvestre considerada extraña. Luego, en 2015 el cerro fue afectado por incendios forestales. Hacia 2017 existía un total de 1097 hectáreas de bosque nativo y 16 378 hectáreas de bosque forestal, asimismo, aumentó la presencia de especies invasoras, como el aromo, con un total de 6090 hectáreas. En julio de 2019 las antenas de telefonía fueron atacadas, lo cual generó un corte de servicios a través de la región.
Para 2022, un incendio forestal afectó 19 000 hectáreas del cerro. En el verano de 2023 nuevamente ocurre un incendio forestal, afectando 19 000 hectáreas de bosque, lo que generó que en abril del mismo año, la Secretaría Regional del Ministerio de Medio Ambiente, bajo financiamiento del Fondo Mundial para el Medio Ambiente, organizara una extracción de especies invasoras que impedían el crecimiento de especies autóctonas, además de la reforestación del área.
En enero de 2024 fue inaugurada una estación meteorológica autónoma junto a las antenas del cerro.